# Subterran
Subterran (Originaltitel: Subteran) ist eine rumänische Thrillerserie, die von Steve Bailie geschaffen wurde. Die Serie wurde am 8. Januar 2025 weltweit auf Netflix veröffentlicht.

## Handlung
Cami, eine junge IT-Spezialistin und Mutter, findet sich in der Bukarester Unterwelt wieder, nachdem Luca, ihr Verlobter, ermordet wurde und ihr Sohn ins Visier einer kriminellen Organisation geraten ist. Cami schleust sich unter falscher Identität in die Organisation ein und nimmt zusammen mit dem verdeckten Ermittler Roman den Kampf gegen sie von innen heraus auf, um Rache zu nehmen und ihren Sohn zu retten.

## Besetzung und Synchronisation
Die deutschsprachige Synchronisation entstand nach den Dialogbüchern sowie unter der Dialogregie von Sven Plate durch die Synchronfirma EVA Studios Germany in Berlin.
| Rolle                               | Schauspieler       | Synchronsprecher          |
| ----------------------------------- | ------------------ | ------------------------- |
| Cami Serbu / Sonia Lazăr            | Ana Ularu          | Julia Kaufmann            |
| Marius Roman                        | Cezar Grumăzescu   | Sebastian Schulz          |
| Nicolae Tănase                      | Florin Piersic Jr. | Peter Flechtner           |
| Dracu Negrescu                      | Cosmin Teodor Pană | Constantin von Jascheroff |
| Tili Tănase                         | Irina Artenii      | Maria Koschny             |
| Crisi Tănase                        | Irina Artenii      | Lara Trautmann            |
| Luca Voinea                         | Conrad Mericoffer  | Ozan Ünal                 |
| Horațiu „Banca“ Uncheselu           | Marius Damian      | Stefan Krause             |
| Ion Tatu                            | Radu Bânzaru       | Frank Röth                |
| Carmen Tatu                         | Crenguta Hariton   | Denise Gorzelanny         |
| Sabin Golescu                       | Cristian Popa      | Sascha Rotermund          |
| Burcea                              | Ovidiu Ianu        | Roland Wolf               |
| Moraru                              | Sorin Tofan        | Tim Moeseritz             |
| Doroteea Serbu                      | Adriana Trandafir  | Isabella Grothe           |
| Matei Serbu                         | Vladimir Andriescu | Oskar Makino              |
| Vasile Coman                        | Alecsandru Dunaev  | Marius Clarén             |
| Florin Tomescu                      | Vlad Brumaru       | René Dawn-Claude          |
| Ionuț „Piuliță“ Tomescu             | Alex Velea         | Matti Klemm               |
| Dimi Petrache                       | Andreea Vasile     | Nicole Hannak             |
| Cornel Zisu                         | Adrian Păduraru    | Axel Lutter               |
| Polizist Stanca                     | Alexandru Ion      | Sven Plate                |
| Polizist Mitrea                     | Radu Zetu          | Alexander Hauff           |
| Porter                              | Dan Murzea         | Dennis Herrmann           |
| Gerichtsmediziner                   | Emilian Marnea     | Marco Sven Reinbold       |
| Krankenschwester von Nicolae Tănase | Madalina Craiu     | Patricia Strasburger      |

## Episodenliste
| Nr.                                                                          | Deutscher Titel | Originaltitel |
| ---------------------------------------------------------------------------- | --------------- | ------------- |
| 1                                                                            | Folge 1         | Episodul 1    |
| 2                                                                            | Folge 2         | Episodul 2    |
| 3                                                                            | Folge 3         | Episodul 3    |
| 4                                                                            | Folge 4         | Episodul 4    |
| 5                                                                            | Folge 5         | Episodul 5    |
| 6                                                                            | Folge 6         | Episodul 6    |
| Am 8. Januar 2025 wurden alle Episoden der Serie bei Netflix veröffentlicht. |                 |               |